# André Join-Lambert
Pour les autres membres de la famille, voir Famille Join-Lambert.
André Join-Lambert, né le 13 janvier 1875 à Paris 8e et mort le 2 janvier 1967 à Paris 16e, est un homme politique français, député puis sénateur de l'Eure.

## Biographie
André Émile Germain Join-Lambert est le fils de l'historien Arthur Join-Lambert et le petit-fils du régent de la Banque de France Francis Lefebvre, lui-même fils du banquier Jacques Lefebvre. Il est le frère cadet d'Octave Join-Lambert.
André Join-Lambert suit à la fois des études de droit à l'université de Paris, où il obtient une licence de droit, et à l'École libre des sciences politiques, dont il est diplômé. Il est titulaire d'un doctorat en droit dont la thèse portait sur l'organisation des boulangeries sous l'Ancien Régime.
Il épouse une Mlle Dailly, petite-fille d'Adolphe Dailly et tante d'Étienne Dailly. 

### Parcours professionnel
Il entre à la Compagnie des Chargeurs réunis et devient administrateur de sociétés. Directeur de la Caisse d'épargne de Paris depuis 1913, il est président de la commission supérieure des Caisses d'Épargne de 1942 à 1963.
Blessé durant la Première Guerre mondiale, qu'il termine avec le grade de sous-lieutenant, il reprend par la suite l'exploitation familiale agricole à Livet-sur-Authou.
Conseiller général de l'Eure à la suite de son père, il est élu député de l'Eure sur la liste du Bloc national en 1919, réélu en 1924 sur la liste du Conseil républicain d'entente de l'Eure, puis, en 1928 et 1932, dans la circonscription de Bernay.
Il ne se représente pas aux élections de 1936, mais est élu sénateur du département au renouvellement de 1937. Il vote les pleins pouvoirs au Maréchal Pétain en 1940.
Il est président de la Société libre d'agriculture, sciences, arts et belles-lettres de l'Eure en 1937.

## Distinctions
- Chevalier de la Légion d'honneur

## Mandats

### Député
- 16/11/1919 - 31/05/1924 : Eure - Entente républicaine démocratique
- 11/05/1924 - 31/05/1928 : Eure - Union républicaine démocratique
- 22/04/1928 - 31/05/1932 : Eure - Union républicaine démocratique
- 08/05/1932 - 31/05/1936 : Eure - Fédération républicaine

### Sénateur
- de 1937 à 1945

## Publication
- L’organisation de la boulangerie en France, Paris, A. Rousseau, 1899 [thèse de doctorat] 220 p.

## Sources
- « André Join-Lambert », dans le Dictionnaire des parlementaires français (1889-1940), sous la direction de Jean Jolly, PUF, 1960 [détail de l’édition]
- Dictionnaire de la politique française, Éd. Henry Coston. Paris. vol. 2 (1972) 359, 327–330.
- M. Nortier, in: Dictionnaire de biographie française 18 (1994) 709.